# Scott Terra
Scott Weston Terra est un acteur américain, né le 25 juin 1987 dans le Connecticut.

## Biographie
Carrière
Scott Terra débute à la télévision en 1997, dans Spin City. Il décroche, en 2003, le rôle de Sam Finney dans Dickie Roberts, ex enfant star (Dickie Roberts: Former Child Star) de Sam Weisman avec l'acteur David Spade.

## Filmographie

### Films
- 1998 : Shadrach de Susanna Styron : Paul
- 2000 : Séisme imminent (Ground Zero) de Richard Friedman : Justin Stevenson
- 2000 : Une baby-sitter trop parfaite (The Perfect Nanny de Robert Malenfant : Ben Lewis
- 2002 : Redemption of the Ghost de Richard Friedman : Jack
- 2002 : Arac Attack, les monstres à huit pattes (Eight Legged Freaks) d'Ellory Elkayem : Mike Parker
- 2003 : Daredevil de Mark Steven Johnson : Matt Murdock, jeune
- 2003 : Sol Goode de Danny Comden : le joueur de baseball (non crédité)
- 2003 : Dickie Roberts, ex enfant star (Dickie Roberts: Former Child Star) de Sam Weisman : Sam Finney

### Courts-métrages
- 1998 : One Zillion Valentines de Christopher P. Larson : Milton (voix)
- 1998 : Child Logic de  Stephen Gill

### Téléfilms
- 2000 : Le Choix du retour (Going Home) d'Ian Barry : Dylan
- 2001 : Motocrossed de Steve Boyum : Jason Carson
- 2001 : Un Noël pas comme les autres (The Sons of Mistletoe) de Steven Robman : Wylie Armstrong

### Séries télévisées
- 1997 : Spin City : Justin (saison 2, épisode 12 : Le Père Noël a la dent dure (Miracle Near 34th Street))
- 1999 : Beverly Hills 90210 : Peter Foley (saison 9, épisode 21 : Révélation sous hypnose (I Wanna Reach Right Out and Grab Ya))
- 1999 : Charmed : David, l'enfant victime (saison 1, épisode 19 : Innocence perdue (Out of Sight))
- 1999 : Les Anges du bonheur (Touched by an Angel) : Lonnie, jeune (saison 6, épisode 6 : Possédé (The Occupant))
- 2000 : Then Came You : le petit garçon (saison 1, épisode 1 : Then Came You)
- 2000 : La Vie avant tout (Strong Medicine) : David Tyrell (saison 1, épisode 9 : Accoutumance (Dependecy))
- 2000 : Sept à la maison (7th Heaven) : Bert Miller (3 épisodes)
- 2002 : Providence : Ethan O'Brien (saison 4, épisode 12 : Faute professionnelle (Shadow Play))
- 2007 : Notes from the Underbelly (saison 1, épisode 4 : Oleander)
- 2010 : The Big C : l'étudiant (saison 1, épisode 5 : Apparences trompeuses (Blue-Eyed Iris))